# Apotomis
Apotomis är ett släkte av fjärilar som beskrevs av Jacob Hübner 1825. Apotomis ingår i familjen vecklare.

## Bildgalleri

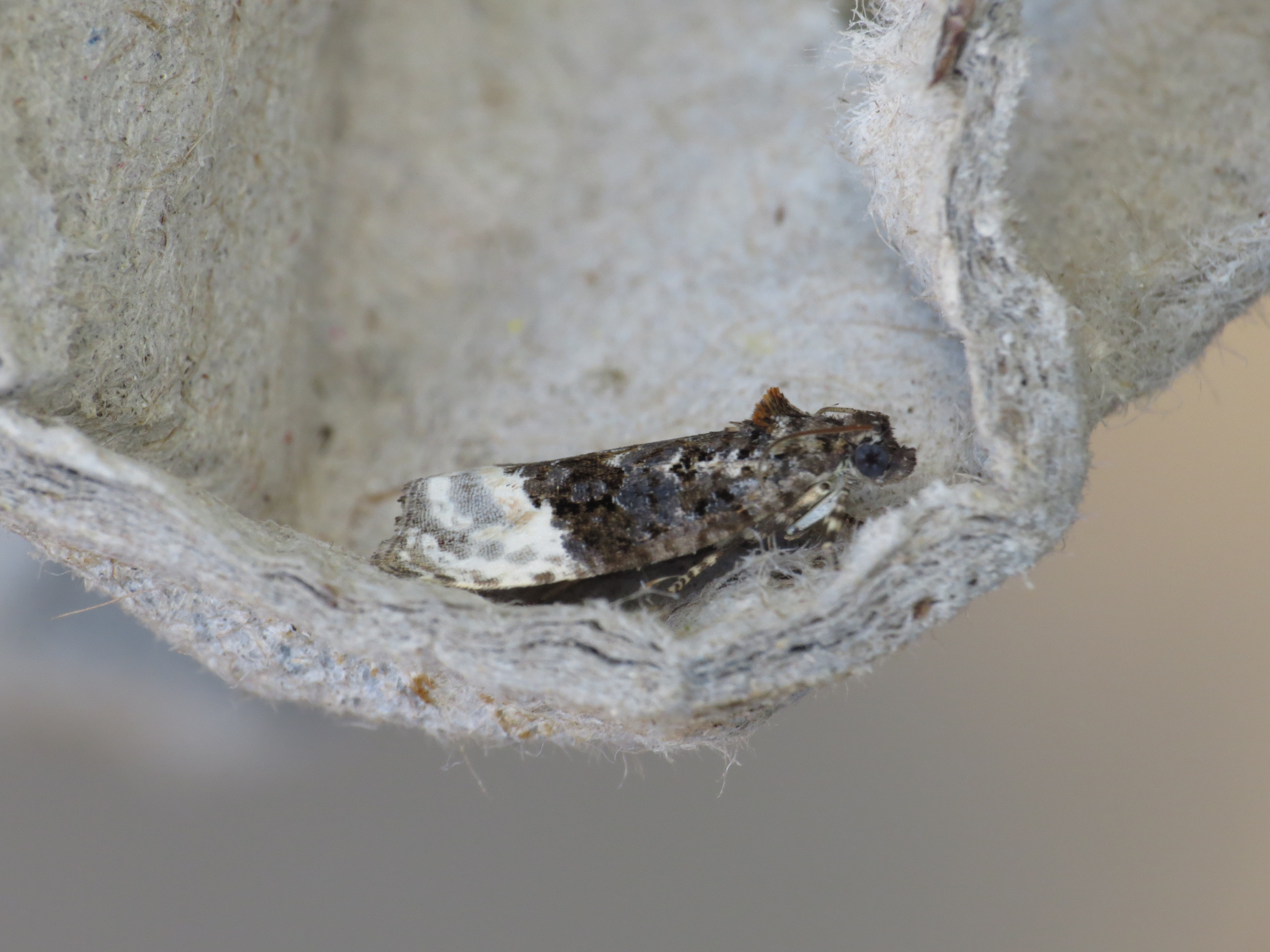
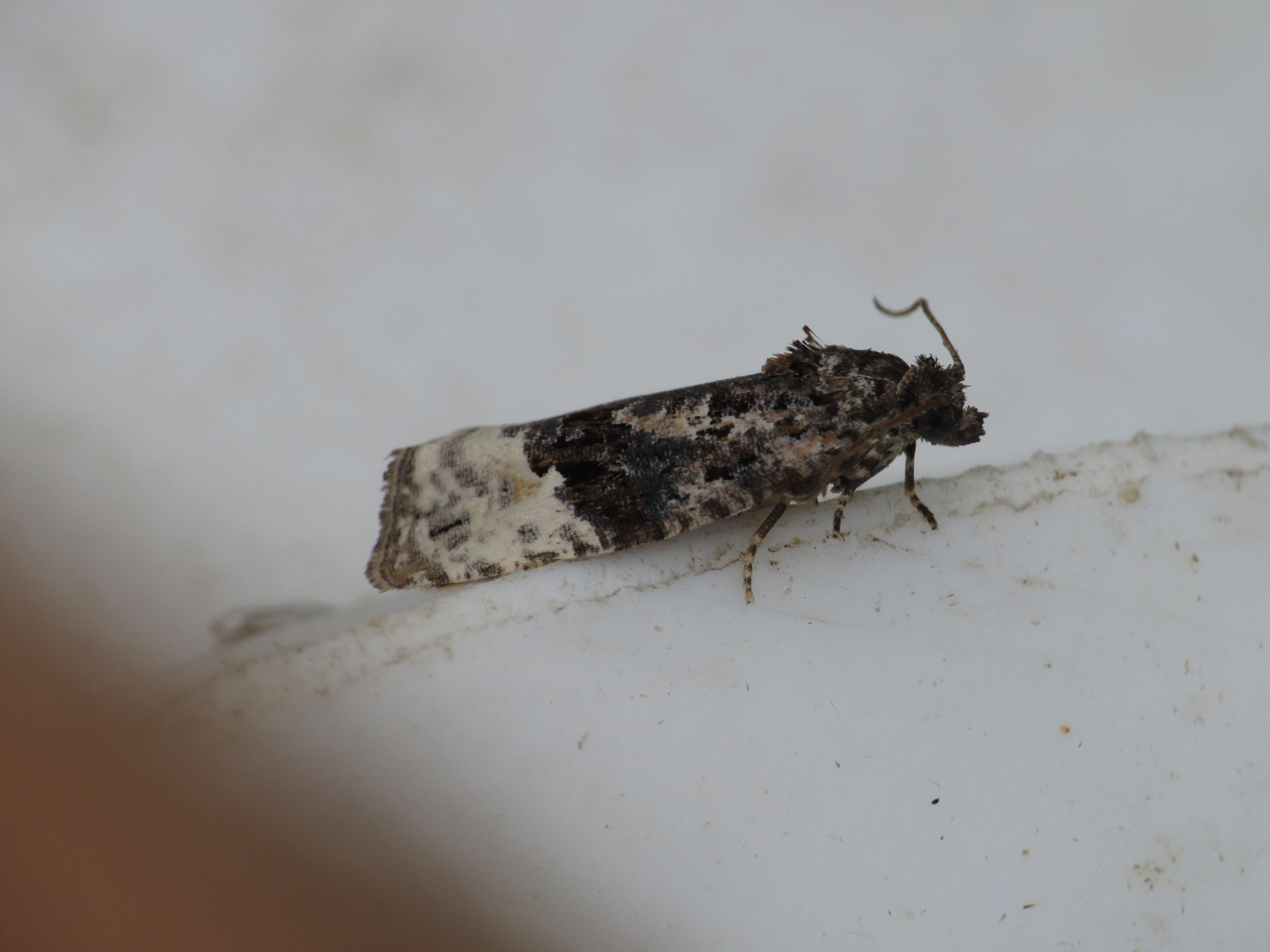
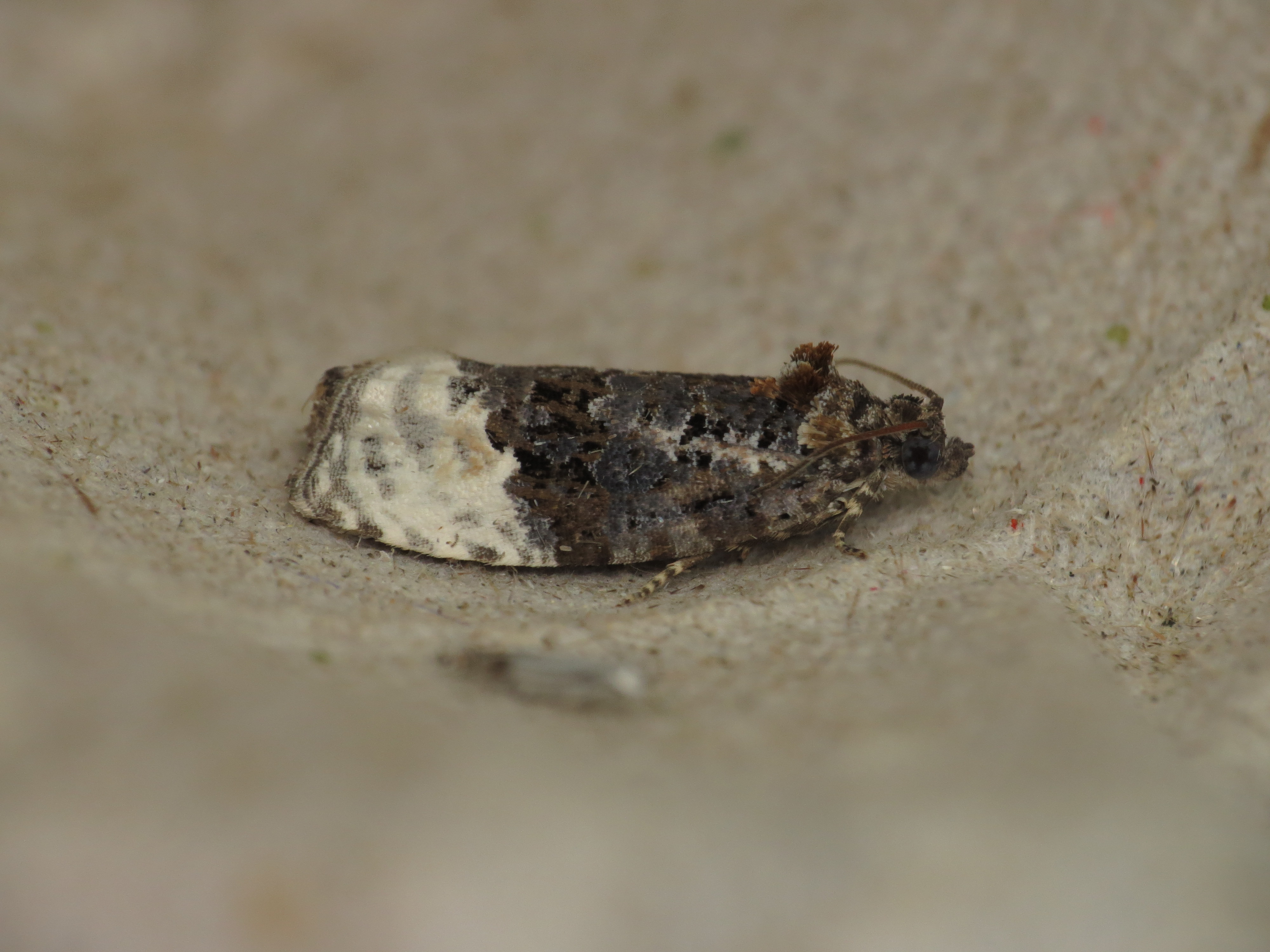
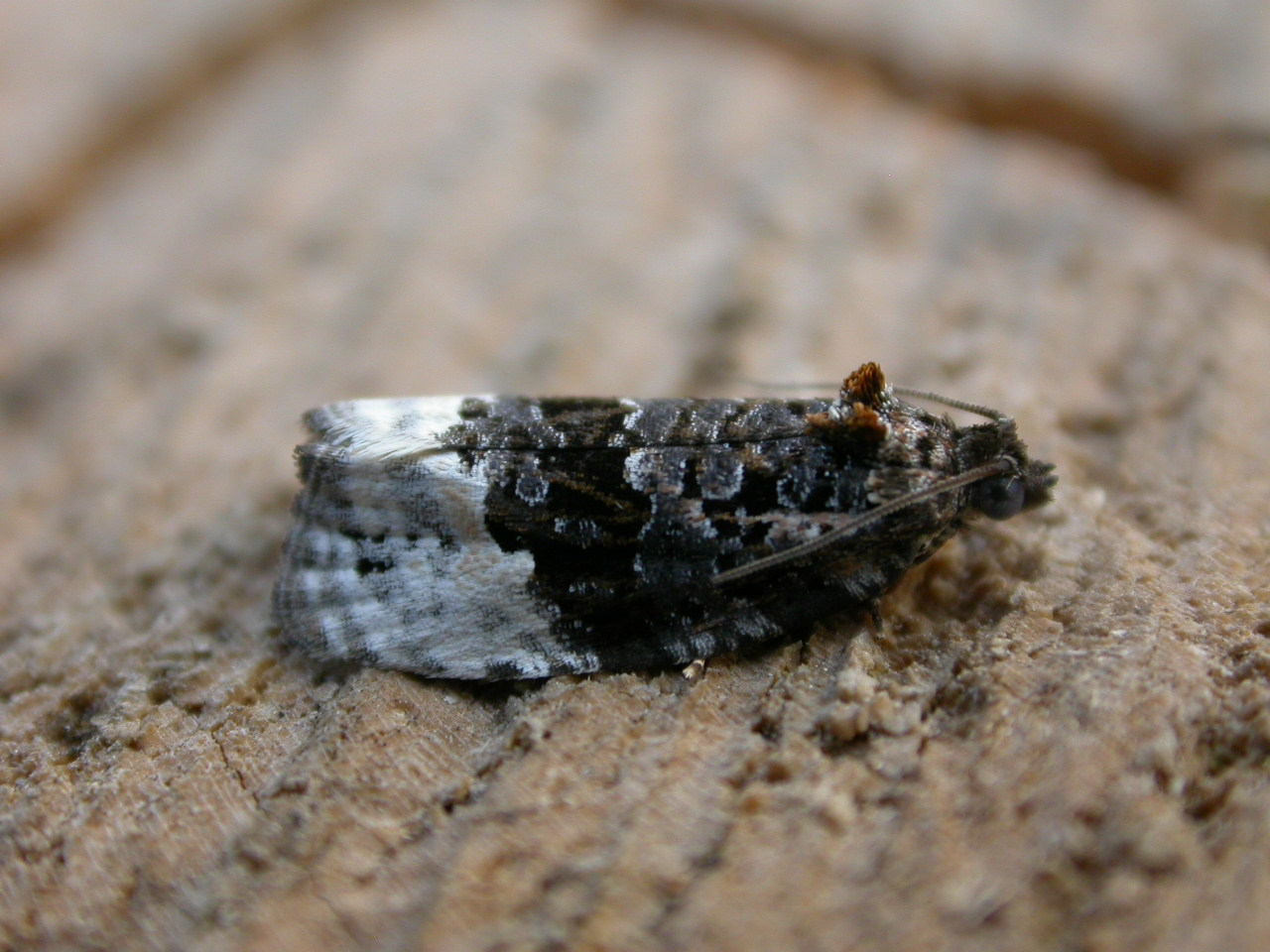
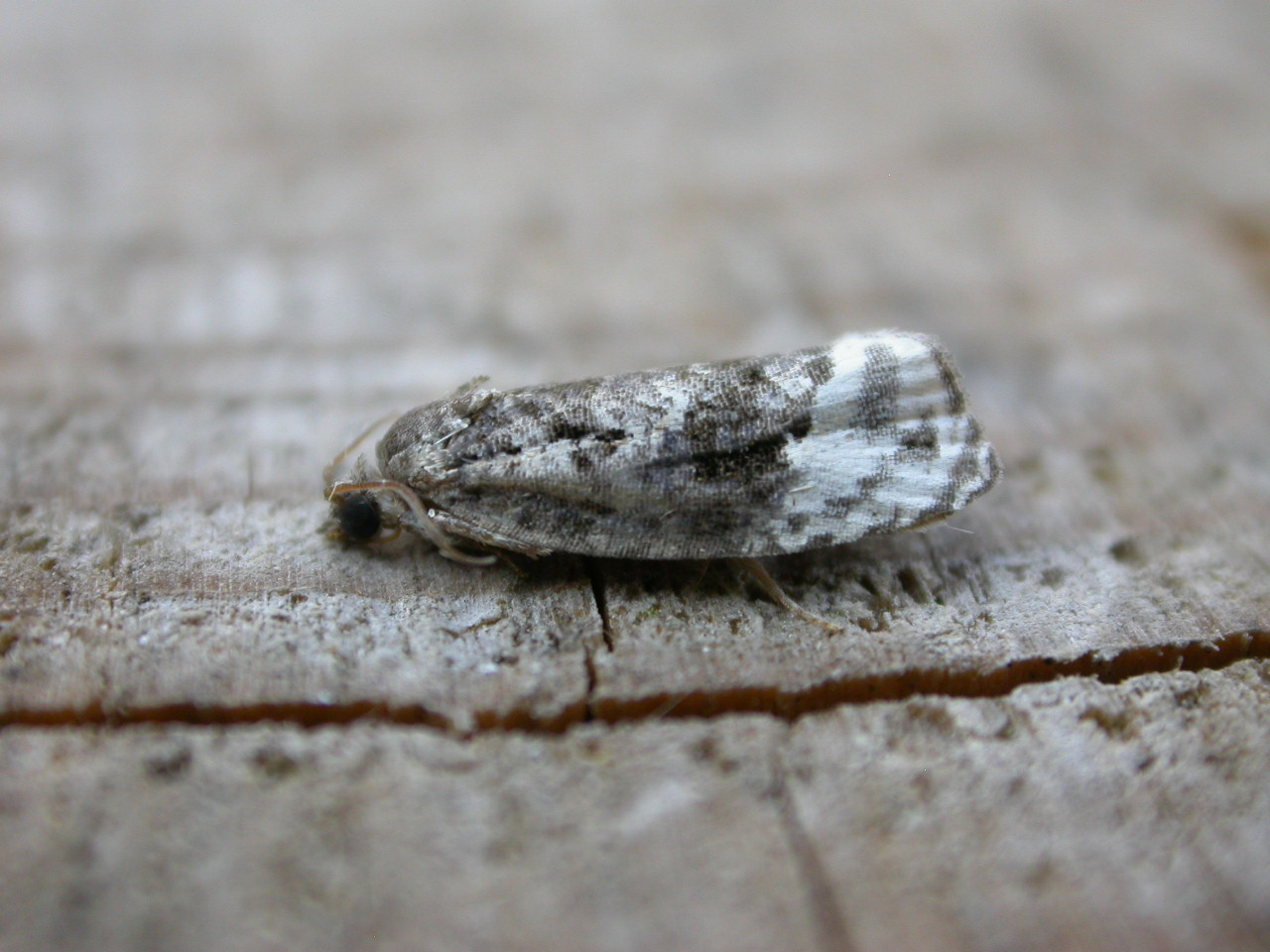
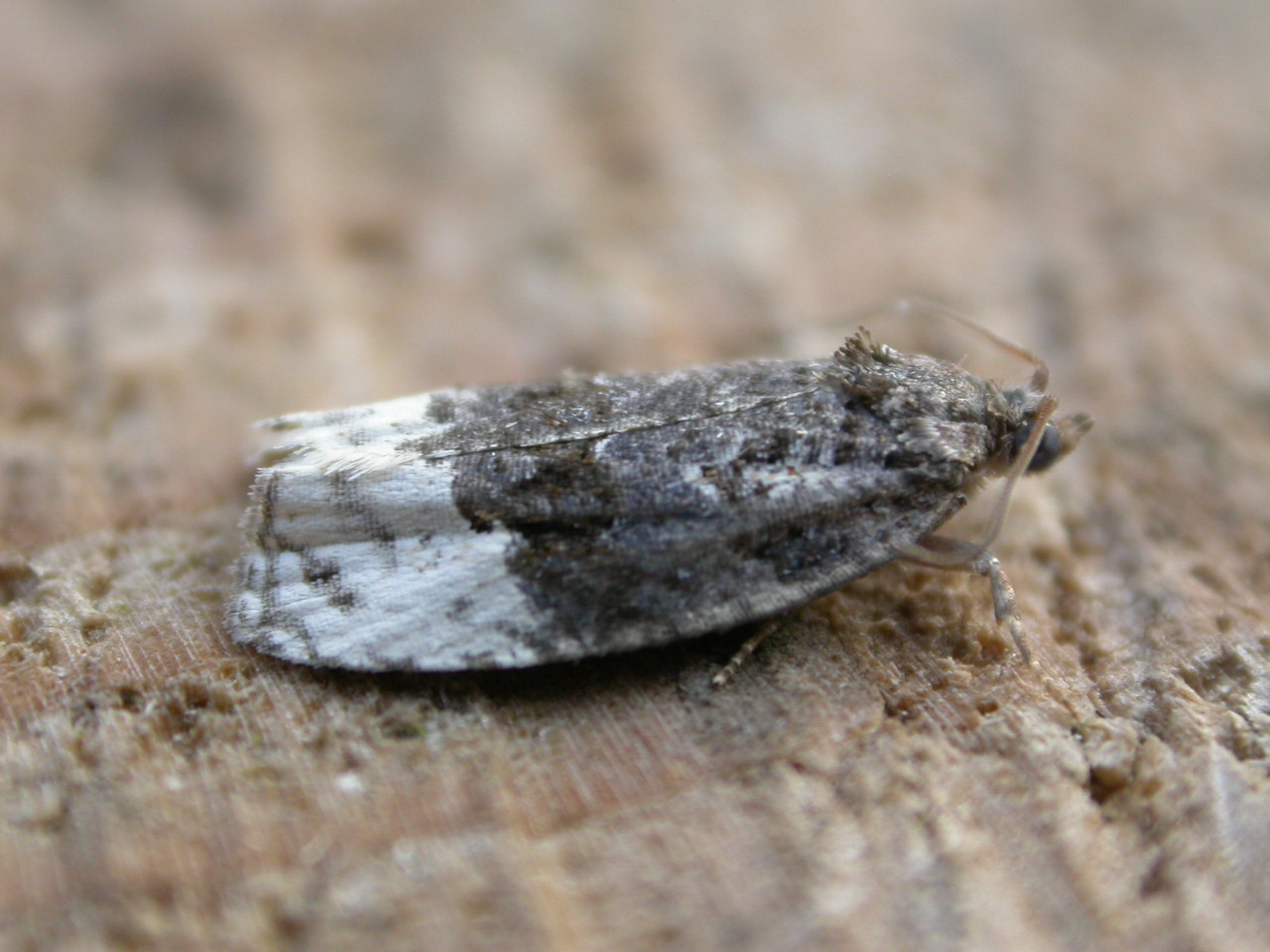

## Dottertaxa tillApotomis, i alfabetisk ordning[1][2]
- Apotomis acutana
- Apotomis afficticia
- Apotomis albeolana
- Apotomis algidana
- Apotomis apateticana
- Apotomis basipunctana
- Apotomis betuletana
- Apotomis biemina
- Apotomis bifida
- Apotomis boreana
- Apotomis brevicornutana
- Apotomis capreana
- Apotomis coloradensis
- Apotomis corticana
- Apotomis cuphostra
- Apotomis davisi
- Apotomis deceptana
- Apotomis demissana
- Apotomis dextrana
- Apotomis elutana
- Apotomis flavifasciana
- Apotomis formalis
- Apotomis fraterculana
- Apotomis frigidana
- Apotomis funerea
- Apotomis fuscomaculata
- Apotomis geminata
- Apotomis generosa
- Apotomis grevillana
- Apotomis hartmanniana
- Apotomis infida
- Apotomis inundana
- Apotomis jucundana
- Apotomis kalaivamara
- Apotomis kazarmana
- Apotomis kusunokii
- Apotomis lacteifacies
- Apotomis lemniscatana
- Apotomis lineana
- Apotomis maenamii
- Apotomis mienshani
- Apotomis moeschleri
- Apotomis moestana
- Apotomis monotona
- Apotomis paludicolana
- Apotomis phlomidana
- Apotomis picana
- Apotomis platycremna
- Apotomis praelongana
- Apotomis removana
- Apotomis salicaceana
- Apotomis sapporensis
- Apotomis sauciana
- Apotomis sauteriana
- Apotomis scriptana
- Apotomis semifasciana
- Apotomis sororculana
- Apotomis spinulana
- Apotomis spurinfida
- Apotomis stagnana
- Apotomis staintoniana
- Apotomis strigosa
- Apotomis tertiana
- Apotomis trifida
- Apotomis trigonias
- Apotomis turbidana
- Apotomis vaccinii
- Apotomis vigens
- Apotomis youngana